# 노인의학
노인의학(Geriatrics) 또는 노인병학(geriatric medicine)은 노인들의 고유한 건강 요구 사항에 대한 치료를 제공하는 데 중점을 둔 의료 전문 분야이다. 노인병학의 영단어 geriatrics는 "노인"을 의미하는 그리스어 γέρΩν geron과 "치유자"를 의미하는 ιατρός iatros에서 유래되었다. 노인의 질병을 예방, 진단, 치료함으로써 건강을 증진시키는 것을 목표로 한다. 환자가 노인 전문의, 즉 노인 진료를 전문으로 하는 노인 의사의 진료를 받을 수 있는 연령이 정해져 있지 않는다. 오히려 이 결정은 개별 환자의 필요와 환자에게 제공되는 간병 구조에 따라 결정된다. 이 치료는 복합적인 만성 질환을 관리하고 있거나 일상 생활의 질을 위협하는 심각한 연령 관련 합병증을 겪고 있는 사람들에게 도움이 될 수 있다. 가족과 간병인이 독립적으로 관리하기에는 간병 책임이 점점 더 스트레스를 받거나 의학적으로 복잡해지는 경우 노인 간호가 필요할 수 있다.
노인병학과 노인학에는 차이가 있다. 노인학(Gerontology)은 노화 과정에 대한 다학제적 연구로, 부상, 질병, 환경 위험 또는 행동 위험 요소가 없는 상태에서 시간이 지남에 따라 장기 기능이 저하되는 것으로 정의된다. 그러나 노인병학은 의료 노인학(medical gerontology)이라고도 불린다.

## 같이 보기
- 의료정보학
- 수명 연장